# Nageldystrophie
Eine Nageldystrophie, auch Onychodystrophie (von altgriechisch ὄνυξ ónyx, deutsch ‚Kralle, Fingernagel‘) ist ein Symptom für eine Vielzahl an Erkrankungen, bei denen Finger- oder Fußnägel eine Wachstums- oder Ernährungsstörung (Dystrophie) zeigen.
Eine Nageldystrophie kann durch Störungen des Nagelbetts, der Nagelplatte oder der Umgebung des Nagels erzeugt werden. Spezifische Formen sind die Onychoschisis (Nagelspaltung) und die Onychorrhexis (Nagelbrüchigkeit).

## Ätiologie
Als mögliche Ursachen kommen infrage:
- Infektionen wie Nagelmykose, Paronychie
- Tumoren wie Exostose, Fibrokeratom,  Koenen-Tumor,  Melanom, Paragangliom, Warzen
- Hauterkrankungen
  - Alopecia areata
  - Ekzem
  - Erythrodermie
  - Morbus Hallopeau (Acrodermatitis continua suppurativa)
  - Psoriasis
  - Pustulosis palmaris et plantaris
  - Lichen ruber planus
- Systemerkrankungen wie Systemische Sklerodermie
- Syndrome wie Huriez-Syndrom
- Verletzungen
- Medikamente wie Captopril, Chlorpromazin, Cotrimoxazol, Cumarine,  Diflunisal, Doxorubicin, 5-Fluoruracil, Isoniazid, Isotretinoin, Tetracycline
- Idiopathisch bei der Zwanzig-Nägel-Dystrophie

## Klinik
Je nach Ursache sind einzelne, mehrere oder alle Nägel verändert.
Kurzzeitige Einwirkungen manifestieren sich als punktförmige oder quer verlaufende Läsionen, bei chronischen Störungen finden sich längs verlaufenen Veränderungen.

## Im Rahmen von Syndromen
Bei nachstehenden Syndromen sind Nageldystrophien beschrieben:
- Akrogerie
- Anhidrotische ektodermale Dysplasie
- Bazex-Syndrom
- Cronkhite-Canada-Syndrom
- DOOR-Syndrom
- Dyskeratosis congenita
- EKC-Syndrom
- Epidermolysis bullosa, verschiedene Formen
- Erythrodermia desquamativa[4]
- Goltz-Gorlin-Syndrom
- Incontinentia pigmenti
- Morbus Darier
- Nagel-Patella-Syndrom
- Pachyonychia congenita
- Poikilodermie, kongenitale mit Blasenbildung
- Volavsek-Syndrom (Keratosis palmaris bei Syringomyelie)